# Neil deGrasse Tyson

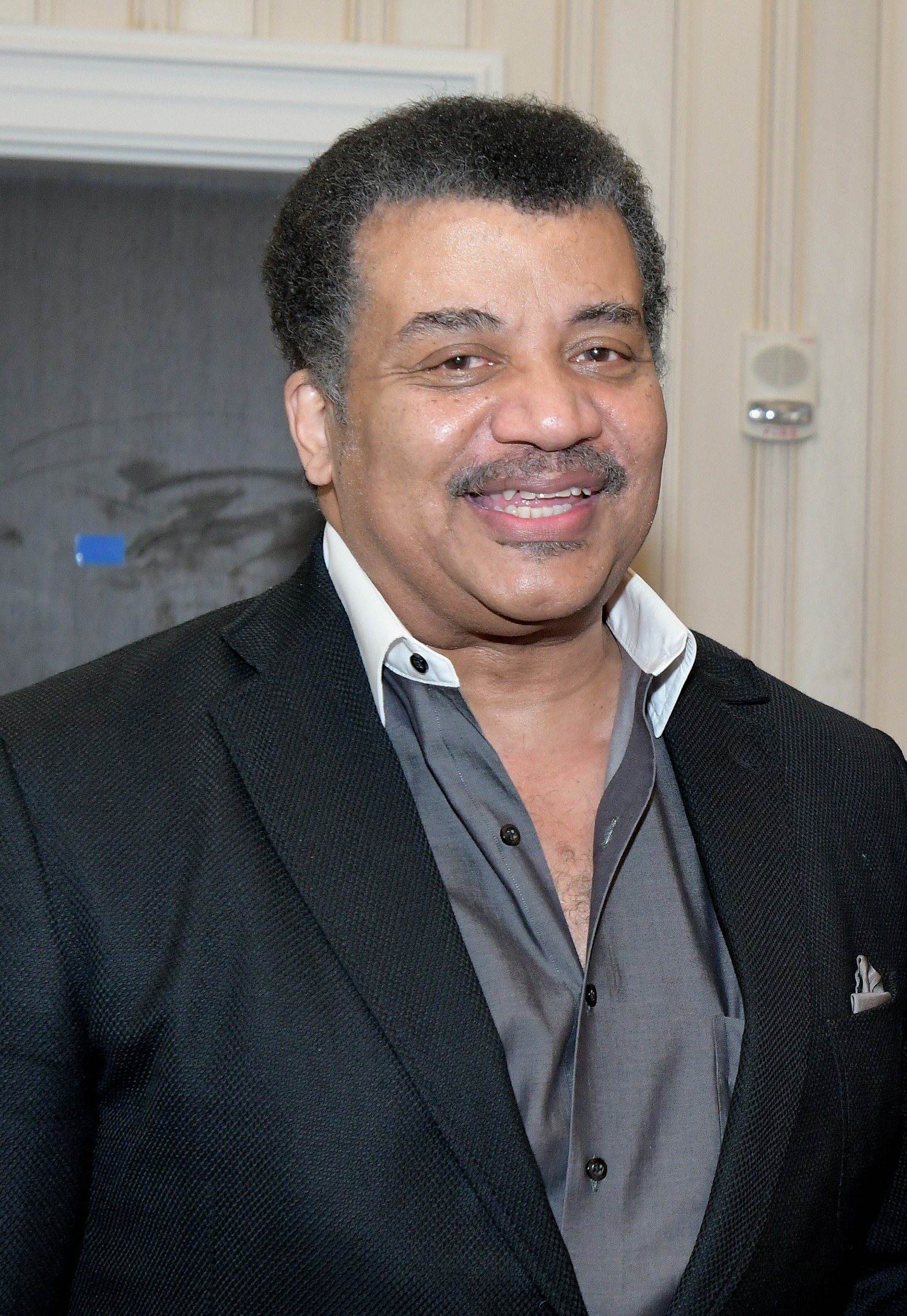
Neil deGrasse Tyson (2023)

Neil deGrasse Tyson (* 5. Oktober 1958 in New York City) ist ein US-amerikanischer Astrophysiker, Kosmologe, Hochschulprofessor, Wissenschaftsjournalist, Fernsehmoderator und Sachbuchautor. Als Astrophysiker befasst er sich insbesondere mit Sternentwicklung, Zwerggalaxien und der Gestalt der Milchstraße. Er wurde einem breiten Publikum durch seinen Vorschlag bekannt, Pluto nicht mehr als Planeten zu bezeichnen.

## Leben

### Frühe Jahre und Ausbildung
Tyson wurde als zweites von drei Kindern in Manhattan geboren und wuchs in der Bronx auf. Seine Mutter, Sunchita Feliciano Tyson, war Gerontologin und sein Vater, Cyril deGrasse Tyson, Soziologe. Neil besuchte von 1972 bis 1976 die Bronx High School of Science (Vertiefung Astrophysik), er war Kapitän des Ringerteams und Chefredakteur des von der Schule herausgegebenen Physikjournals. Seit seinem neunten Lebensjahr zeigte er großes Interesse an Astronomie. Im Alter von 15 Jahren hielt er bereits Vorlesungen. Obwohl der Astronom Carl Sagan, der Fakultätsmitglied an der Cornell University war, ihn rekrutieren wollte, begann Tyson ein Physikstudium in Harvard. Dort machte er im Jahr 1980 seinen Bachelorabschluss. Danach graduierte er im Jahre 1983 an der University of Texas in Austin in Astronomie mit einem Master of Arts und einer Arbeit über Sternentstehungsmodelle für Zwerggalaxien. 1989 erhielt er einen weiteren Master in Astrophysik und 1991 promovierte Tyson in Astrophysik an der Columbia University über das Thema „Galactic Bulge – chemical evolution, abundances and structure“.

### Karriere
Tysons Forschung konzentriert sich auf Beobachtungen in Kosmologie, Sternentwicklung, galaktische Astronomie und Sternentstehung. Er hatte zahlreiche Positionen an akademischen Institutionen wie der University of Maryland und der Princeton University inne und ist seit 1996 am Naturhistorischen Museum in New York der Leiter des Hayden Planetariums.
Am Hayden Planetarium setzte Tyson sich dafür ein, dass Pluto in den Ausstellungen nicht mehr als neunter Planet bezeichnet werde. Er erklärte dazu, dass er davon abgehen wollte, einfach nur die Planeten zu zählen, und dass er stattdessen Gemeinsamkeiten von Objekten betrachten und diese in Gruppen zusammenfassen wolle, also die terrestrischen Planeten, die Gasplaneten und Pluto mit ähnlichen Objekten. 2006 bestätigte die Internationale Astronomische Union diese Einschätzung und klassifizierte Pluto als Zwergplanet.
Er schrieb eine Reihe populärwissenschaftlicher Bücher über Astronomie. Seit 1995 schreibt er eine Kolumne für das Magazin Natural History. In einer dieser Kolumnen prägte er den Begriff „Manhattanhenge“ mit Bezug auf die beiden Tage im Jahr, an denen die Abendsonne in einer Linie mit den Querstraßen von Manhattan ausgerichtet ist. An diesen Tagen ist der Sonnenuntergang ungehindert durch das Straßennetz Manhattans sichtbar. Basierend auf seinen Essays im Natural History Magazin hat Tyson ein Vorlesungsprogramm für The Great Courses gestaltet, die Marke eines Anbieters von Weiterbildungsmaterialien.
Tyson wurde von George W. Bush für zwei Komitees nominiert: Commission on the Future of the United States Aerospace Industry (2001) und President’s Commission on Implementation of United States Space Exploration Policy (2004), auch genannt „Moon, Mars and Beyond“. Kurz darauf erhielt er die NASA Distinguished Service Medal.

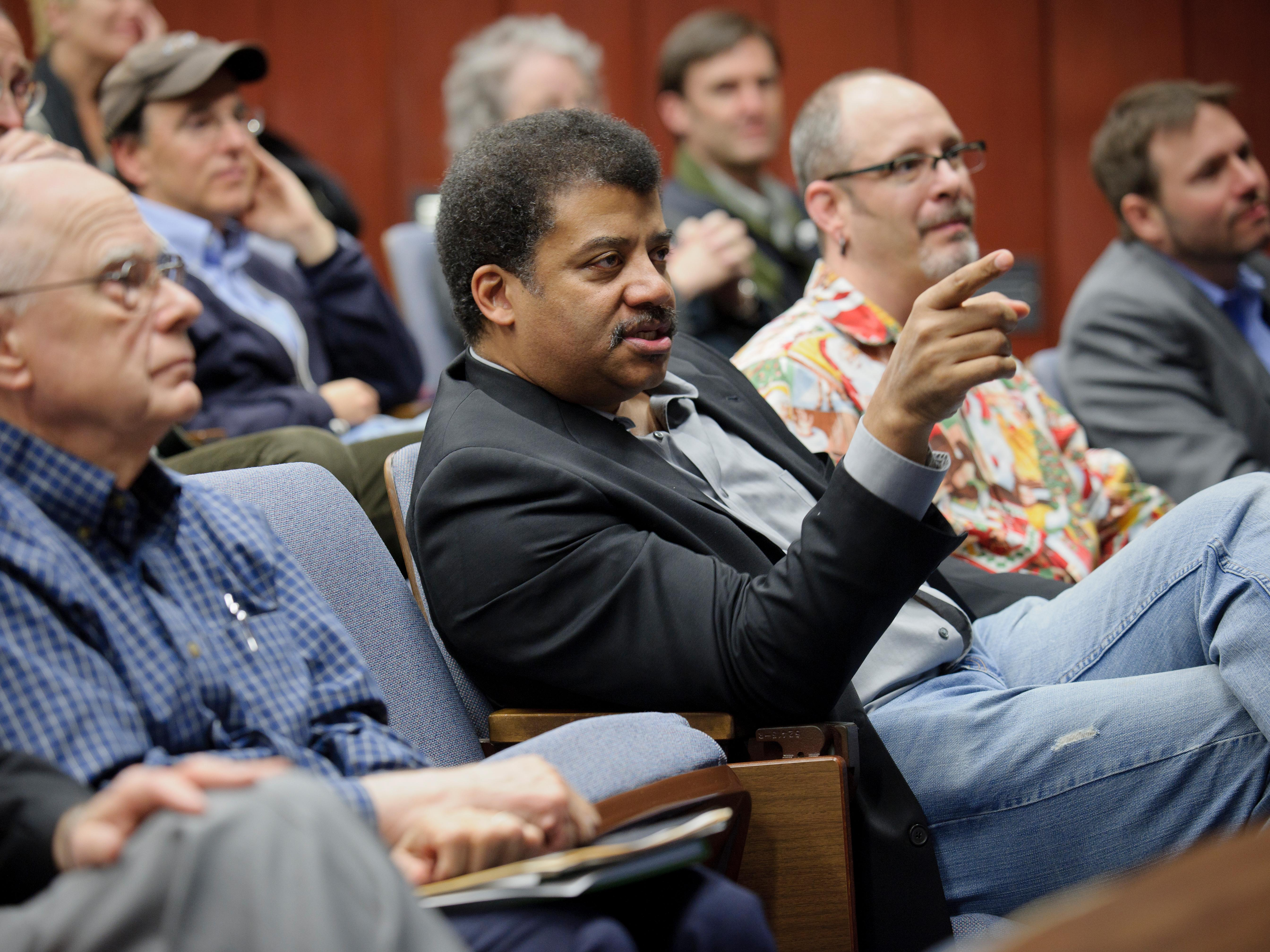
Tyson im Dezember 2011 bei einer Konferenz 1000 Tage nach dem Start des Kepler-Weltraumteleskops

Tyson war Vizepräsident, Präsident und Vorsitzender der Planetary Society. Für den Public Broadcasting Service war er Chefredakteur und Moderator der Wissenschaftssendungen Origins (2004) und NOVA Science Now (2006/2007). Er ist Mitglied des Committee for Skeptical Inquiry und der American Astronomical Society. 2009 startete er eine Radio-Talkshow namens StarTalk, zu der er regelmäßig bekannte Persönlichkeiten als Co-Moderatoren einlädt. Die Show ist im Internet als Livestream und Podcast verfügbar.
Carl Sagans Ehefrau Ann Druyan gab auf dem Event-Abend zur Landung von Curiosity bekannt, dass Neil deGrasse Tyson die Neuauflage von Carl Sagans Unser Kosmos moderieren werde. Die erste Episode wurde am 9. März 2014 auf dem US-amerikanischen TV-Sender FOX, unter dem Titel Unser Kosmos: Die Reise geht weiter, ausgestrahlt. 2015 wurde Tyson in die American Academy of Arts and Sciences gewählt, 2021 in die American Philosophical Society.

## Ansichten
Tyson argumentiert, dass das Konzept des Intelligent Design den Fortschritt der Naturwissenschaft behindert. Auf die Frage, ob er an Gott oder eine höhere Macht glaube, antwortete er: „Jede Vorstellung einer höheren Macht, von der ich weiß, von allen Religionen, die ich kenne, beinhaltet viele Aussagen über die Gutartigkeit dieser Macht. Wenn ich mir das Universum ansehe, und die vielen Wege, wie es uns umbringen will, kann ich das nur schwer mit diesen Verlautbarungen über das Gute in Einklang bringen.“
Tyson definiert sich selbst als Agnostiker.
Über seine Ansichten zu Religion und Spiritualität hat er ausführlich in seinen Essays The Perimeter of Ignorance und Holy Wars geschrieben.
Tyson ist Augenzeuge des Terroranschlags auf das World Trade Center am 11. September 2001 und hat einen Bericht über seine Beobachtungen geschrieben.

## Ehrungen
- NASA Distinguished Public Service Medal
- Tyson wurden neunzehn Ehrendoktorwürden verliehen.[4]
- Nach ihm wurde der Asteroid (13123) Tyson benannt.
- American Institute of Physics, 2005 Science Writing Prize für In the Beginning (In: Natural History, September 2003)
- Medal of Excellence der Columbia University
- Time 100 einflussreichste Persönlichkeiten 2007
- Discover: 50 Naturwissenschaftler 2008

## Werke
- Merlins Reise durch das Universum (1997; Neuauflage: Warum funkeln die Sterne, 2003; Originalausgabe: Merlin’s Tour of the Universe, 1989)
- A Study of the Abundance Distributions Along the Minor Axis of the Galactic Bulge (Dissertation, 1991)
- Universe Down to Earth (1994)
- Merlins Reise zur Erde (1999; Originalausgabe: Just Visiting this Planet, 1998)
- The Sky Is Not the Limit Adventures of an Urban Astrophysicist (2000)
- One Universe: At Home in the Cosmos mit Charles Liu und Robert Irion (2000)
- Origins: Fourteen Billion Years of Cosmic Evolution mit Donald Goldsmith (2005)
- Death By Black Hole, And Other Cosmic Quandaries (2007)
- The Pluto Files: The Rise and Fall of America’s Favorite Planet (2009)
- Space Chronicles: Facing the Ultimate Frontier (2012)
- Das Universum für Eilige (2018; Originalausgabe: Astrophysics for People in a Hurry: Essays on the Universe and Our Place Within It, 2017)
- Accessory to War: The Unspoken Alliance Between Astrophysics and the Military (mit Avis Lang, 2018)

### Filme und Serien
- Unser Kosmos: Die Reise geht weiter, Dokumentarreihe (2014)
- Geheimnisse des Universums, Dokumentarreihe (2007)
- Gastauftritt in der Sci-Fi Serie Stargate Atlantis (Folge 5x16 Eiszeit)
- The Big Bang Theory (Fernsehserie – Folgen 4x07, 12x01)
- Willkommen in Gravity Falls (Fernsehserie, Stimme – Folge 2x06)
- Zoolander 2 (Kinofilm 2016, als er selbst)
- Batman v Superman: Dawn of Justice[20] (2016)
- Ice Age 5 – Kollision voraus! (Kinofilm 2016, Stimme von Neil deBuck Wiesel)
- Brooklyn Nine-Nine (Fernsehserie – Folge 3x09)
- 2018: Sharknado 6: The Last One (The Last Sharknado: It’s About Time, Fernsehfilm)